# バルブシャ
バルブシャ （Barbechat）は、フランス、ペイ・ド・ラ・ロワール地域圏、ロワール＝アトランティック県にかつて存在したコミューン。
コミューンはブルターニュの一部であり、伝統的な地方区分ではヴィニョーブル、歴史的な地方区分ではペイ・ナンテに属する。

## 地理

バルブシャの位置

バルブシャはナントの25km東に位置し、アンスニの15km南西に位置する。1999年にINSEEがまとめた順位表によれば、バルブシャは都市圏に含まれる農村型コミューンで、ナント都市圏に属している。

## 由来
バルブシャの名はケルト語のbar（丘陵、山）とbech（高い壁）からきている。ディヴァット川を見下ろす小高い丘の上に定住地があり、この場所は後にアンジュー公国とブルターニュ公国の境となった ·  · 。

## 歴史
ローマ人とガロ＝ローマ人は、ディヴァット川の流れのためロワール川から押し戻された。当時航行可能であり、古い時代のバルブシャにle Port Tuchurinという港がつくられた。
1420年、ブルターニュ公ジャン5世はマルグリット・ド・クリッソンの罠にかかり身柄を拘束された。彼はシャントソーの要塞城で虜囚となっていた。
1868年、それまでラ・シャペル＝バス＝メールに依存していたバルブシャは単独のコミューンとなった。
バルブシャという名は時に皮肉めいたものとなった。1955年、バルブシャに替えてボワ＝ギレ（Bois-Guillet）に変更してほしいという請願書が知事と県議会に提出された。1955年10月29日、住民投票が行われ、バルブシャに261票、ボワ＝ギレに39票が集まった。
2015年9月22日、数ヶ月間の交渉の後、バルブシャとラ・シャペル＝バス＝メールは新たに1つのコミューン・ヌーヴェル（fr、サルコジ政権時代に成立したフランス国家領土改革法によって、合併して誕生したコミューンの名称）であるディヴァット＝シュル＝ロワールとなることに同意した。合併することで、合併後の数年間国から交付される行政広域補助金が計画的に削減されるのを相殺することができる。コミューン・ヌーヴェルの創設は2016年1月1日となり、2つの旧コミューンは『権限委託コミューン』として変革されることになる。

## 人口統計
| 1962年 | 1968年 | 1975年 | 1982年 | 1990年 | 1999年 | 2006年 | 2012年 |
| ------ | ------ | ------ | ------ | ------ | ------ | ------ | ------ |
| 584    | 608    | 566    | 808    | 905    | 1061   | 1223   | 1320   |

source=1999年までLdh/EHESS/Cassini、2004年以降INSEE